# Днепропетровские маньяки
Днепропетровские маньяки — украинская преступная банда, ответственная за череду убийств и ограблений в 2007 году в Днепропетровске и прочих городах Днепропетровской области. Группа состояла из трёх человек 1988 года рождения: Виктора Игоревича Саенко (укр. Віктор Ігорович Саєнко), Игоря Владимировича Супрунюка (укр. Ігор Володимирович Супрунюк) и Александра Алексеевича Ганжи (укр. Олександр Олексійович Ганжа). 
В 2009 году суд приговорил Саенко и Супрунюка к пожизненному заключению, Ганжа получил 9 лет.

## История
Виктор Саенко, Игорь Супрунюк и Александр Ганжа учились в одном классе и дружили с детства. Отец Виктора Игорь Викторович Саенко работал в прокуратуре. Мать Супрунюка — высокопоставленный чиновник, а отец Владимир Никонорович Супрунюк — бывший пилот Леонида Кучмы. Есть информация, что школьной кличкой Саенко была «мальчик-девочка», из-за того, что он очень сильно был привязан к Супрунюку и вёлся на любые прихоти друга.
Первый раз проблемы с законом у парней возникли в 5 классе, когда они бросали камни в поезд. Однако благодаря связям своих родителей они уходили от ответственности. В ходе следствия после ареста парней выяснилось, что первые преступления Саенко и Супрунюк совершали в 2003—2004 годах, когда им было по 15 лет. Это были кражи, грабежи, пытки и убийства бездомных кошек и собак, вооружённые разбойные нападения с использованием холодного оружия. Преступники избивали потерпевших арматурами и металлическими трубами, но впоследствии Супрунюк решил, что они не эффективны, поскольку жертвы иногда оказывали сопротивление. Тогда они стали использовать молотки и кувалды. По версии следствия, Александр Ганжа участвовал в двух разбойных нападениях. В 8 классе Супрунюк избил ребёнка, а Саенко забрал его велосипед.
За пару лет до убийств будущие убийцы с группой ровесников жестоко расправились с двумя подростками, фактически изуродовав им лица на всю жизнь. Саенко и Супрунюк мучали бездомных кошек и собак, снимали пытки и убийства на видео, фотографировались на фоне мёртвых животных. Так продолжалось полтора года перед серией убийств. Многие соседи видели, как Супрунюк давил на своём автомобиле, подаренном родителями, собак и кошек. Несмотря на то, что все это видели, никто не жаловался в милицию. Со временем от животных будущие убийцы перешли на издевательства над людьми. От рук преступников пострадали около 50 человек.
У убийц было своё место в заброшенном здании. В нём были газетные вырезки, компьютер, развешаны флаги фашистов. В этом здании убийцы также жестоко расправлялись с животными, их трупы и останки хранили в коробках. В компьютере впоследствии хранились видео и фотографии совершённых преступлений, полный список жертв, которых Супрунюк называл своими рабами и считал, что «в загробной жизни они будут ему служить». Впоследствии файлы с компьютера стали главными уликами против преступников.
Весной 2007 года милиция проводила проверку в заброшенном здании, где по их информации, находился наркопритон. Это было одно из убежищ «Днепропетровских маньяков». Там оперативники нашли коробки с отрезанными лапами и хвостами, а на стене был распят французский пудель.

## Убийства
От пыток животных, на определённом этапе, преступники переключились на нападения на людей. Убийцы предпочитали нападать на людей послабее — женщин, детей, пенсионеров, инвалидов или пьяных. Все убийства преступников проходили по одинаковому сценарию — нападение совершалось неожиданно, без всяких причин, во время которого жертве разбивали голову молотком или другим тяжёлым и острым предметом, чаще — арматурой. Большинство жертв было убито с использованием подручных предметов, в том числе молотками, кувалдами и арматурными прутьями. В некоторых случаях использовались нож и отвёртка. Удары были часто направлены по лицам жертв, разбивая их до неузнаваемости. Многие жертвы были изувечены и подвергнуты пыткам, а у некоторых были выколоты глаза, когда они ещё были живы. Одной из жертв была беременная женщина, чей плод был вырезан из её чрева. Об изнасилованиях жертв не сообщалось. 14—16 июля 2007 года милиция находила по 2 трупа в день. Среди жертв были бездомные, личность некоторых установить не удалось. Преступники выезжали на охоту в машине Супрунюка и на краденом мотороллере и нападали врасплох на разных людей, которые попадались им на пути. Как правило, подходили к жертве сзади и били по голове молотком или куском арматуры. В течение суток убивали по несколько человек разного пола и возраста. Завладение деньгами либо имуществом не было главным мотивом убийств: у некоторых жертв они оставляли даже драгоценности. Однако мобильные телефоны своих жертв они сдавали на продажу в комиссионный магазин. Процесс убийств и конвульсии умирающих людей преступники снимали на видеокамеру мобильного телефона.
Первый зафиксированный разбой Саенко и Супрунюк совершили 29 октября 2006 года в Днепропетровске, потерпевшими оказались два местных студента по фамилии Фирсов и Рябцев. 1 марта 2007 года, Супрунюк и Ганжа ограбили в Днепродзержинске Сенока Даниеляна и Олега Мендовского. В последствии Ганжа получил за эти два разбоя 9 лет. Первое убийство было совершено 3 марта 2007 года, жертвой преступников стал 61-летний пенсионер Виктор Гатунок.Сурпрунюк напал на него,подумал что тот бомж и Виктор  Саенко увидев убийство  пытался убежать но  Супрунюк догнал его и сказал спокойно "все,убил '  Гатунок был убит на трассе Днепропетровск-Новомосковск. 21 апреля 2007, в свой 19-ый день рождения, Игорь Супрунюк набросился с молотком на жительницу Днепропетровска Светлану Федину. Она выжила, и когда милиционеры принесли ей фото трёх задержанных парней, она с точностью опознала Игоря Супрунюка как своего убийцу. Серия убийств началась с убийства милиционера, 23-летнего Вадима Богдана который решил сесть в машину Супрунюка что бы тот подвёз его к девушке  Его убили в посёлке Кирилловка 24 июня 2007 года. Ночью 25 июня убийц стали 33-летняя Екатерина Ильченко и 34-летний Роман Татаревич. 28 июня 2007 года, на автодороге Днепродзержинск-Таромское, убийцы забили до смерти 69-летнего днепропетровского пенсионера Алексея Ковбасу. Он ехал на велосипеде из Днепродзержинска, когда Игорь Супрунюк ударил его молотком в затылок. На видео, снятом Саенко, видно, как Супрунюк обернул молоток в пакет и сбил им Алексея с велосипеда, затем продолжил наносить многократные удары молотком и ножом. Позже это видео стало очень известным в интернете, в США это видео более известно под названием «3 guys 1 hammer». Во время издевательств он был в сознании. Саенко поддерживал своего товарища и смеялся, затем воткнул отвёртку в глаз жертвы, чтобы через глаз повредить мозг. На следующий день, когда тело жертвы было найдено, органы правопорядка отказали в возбуждении уголовного дела в виду того, что смерть мужчины возникла в результате ДТП, а именно в следствие падения с велосипеда с высоты собственного роста. Позже, когда серию раскрыли, а убийц поймали троих сотрудников ГАИ уволили за халатность. 1 июля 2007 года в Новомосковске были убиты 15-летний Евгений Грищенко и Николай Серчук, который поздней ночью вышел в магазин за сигаретами. Следующие два убийства произошли в ночь на 7 июля 2007 года. Сначала была убита 38-летняя вахтёрша Елена Шрам, а спустя два часа — демобилизованный из армии Егор Нечволода. Его забили до смерти у двери своей квартиры. В ту же ночь убийцы напали на двух 13-летних подростков. Один из них, Вадим Ляхов из г. Подгородное, сумел сбежать, а его друга Александра Сидака они забили до смерти. Ляхов дал милиции описание внешности преступников. 9 июля Игорь и Виктор убили мужчину в селе Песчанка и забрали у него мотороллер Suzuki. 10 июля убийцы забили до смерти Николая Морянчикова в Днепродзержиске, который ехал на спортивном велосипеде и готовил трассу для будущих соревнований. Убийцы забрали фотоаппарат и дисконтные карты. 12 июля серийные убийцы забили до смерти 80-летнюю Регину Прокопенко, а далее на в том же месте, где убили Ковбасу 2 недели назад, сбили 48-летнего Сергея Яценко с его мотоцикла Днепр-11. На видео, снятом убийцами, видно, как Игорь Супрунюк перерезает горло ещё живому Яценко, отрезает ухо и кладёт на живот.Несколькими днями позднее, 14 июля, 45-летняя Наталья Мамарчук ехала на своем мопеде в соседнюю деревню Диёвка. При пересечении лесной местности двое мужчин выбежали и сбросили её с мопеда. Затем они забили её насмерть молотком и уехали на её мопеде. Двое местных детей, мальчик и девочка по фамилии Белых, видели убийство отчётливо, так как находились в нескольких метрах от сцены убийства. Местные свидетели безуспешно попытались их догнать. После этого жители чётко поняли, что убийц двое и это молодые парни. Ночью 19 июля Виктор Саенко и Игорь Супрунюк ехали на мотороллерах, которые забрали у убитых ими Равковского и Мамарчук. В кустах они услышали храп Юрия Пехотина. Игорь Супрунюк достал молоток из багажника мотороллера и убил его, пока Виктор Саенко наблюдал, чтобы их никто не заметил. Этой же ночью преступники напали на Валентину Ганжу на остановке возле жилмассива Тополь. Она стала самой последней жертвой днепропетровских маньяков. В ночь с 19 на 20 июля, убийцы приехали на искусственный карьер на Красном Камне, вышли из ДЭУ Ланоса и скинули в него два мотороллера. Отъехав чуть дальше, они выбросили в водоём 4 или 5 мобильников, которые предварительно поломали. Всё это увидел местный житель с другого конца карьера и вызвал милицию, которая извлекла из водоёма мотороллеры и провела осмотр.   
Всего с марта по июль 2007 года Саенко и Супрунюк совершили 21 убийство (19 из них — за последний месяц преступной деятельности). Впоследствии они объясняли убийства людей желанием закалить волю и стать киллерами и чтобы «было, что вспомнить в старости».

## Следствие
С ростом числа жертв по Днепропетровску поползли слухи о  убийствах, однако милиция долго не признавала эти убийства результатом деятельности серийных убийц, поскольку жертвы были слишком различны.
Связь между убийствами не была установлена вплоть до нападения 7 июля на двоих юношей в Подгородном. Появились свидетели преступлений: чудом спасся один из двух ребят, у которых преступники отобрали велосипеды (Вадим Ляхов из города Подгородное, который спасся бегством, несмотря на нанесенный убийцами удар по голове). Вадим Ляхов, выжившая жертва, изначально находился под арестом по подозрении в убийстве своего друга. По словам, ему было отказано в доступе к адвокату, а полиция избила его во время допроса. Однако быстро стало ясно, что он не несет ответственности за смерть своего друга, учитывая, что череда убийств продолжалась. Ляхов сотрудничал со следствием в создании фотороботов нападавших. Двое местных детей, которые также были свидетелями нападения на Наталью Мамарчук 14 июля, также предоставили подробное описание, подтверждающее описание, данное Ляховым.
Из Киева в срочном порядке выехала оперативная группа, возглавляемая старшим следователем Василием Паскалом. В розыске было задействовано большинство правоохранительных органов и более двух тысяч их сотрудников работало над делом. Следствие изначально держалось втайне. Никакой официальной информации о преступниках или предупреждений не было обнародовано. Однако слухи о нападениях держали большинство местного населения по домам. С течением времени следствие решило выпустить ограниченным числом фотороботы преступников и списки украденного по местным ломбардам, и вскоре украденные вещи были найдены в одном из ломбардов Новокодакского района.
Незадолго до ареста Супрунюк и Саенко среди белого дня на глазах многочисленных свидетелей сбили молотком девушку с её мотороллера и угнали его. Нашёлся свидетель, который видел попытку маньяков утопить в озере краденые мотороллеры и позвонил в милицию. Он дал первое описание убийц. Однако непосредственно на преступников вышли при их попытке продать мобильный телефон одной из жертв, за который они хотели получить 150 гривен (около 20 $). 23 июля при активации телефона в ломбарде сигнал был перехвачен милицией. Саенко и Супрунюк покинули ломбард. Милиционеры купили телефон, который они сдали. На нём были стёрты все контакты, но остались видео с убийством Сергея Яценко и фотографии растерзанных трупов кошек и собак. Саенко и Супрунюк были идентифицированы с видео убийства и задержаны 24 июля 2007 года. Преступники указали и на третьего участника банды — Ганжу, который в свою очередь сделал попытку избавиться от краденых телефонов, спустив их в унитаз (однако следователям их потом удалось найти).

## Убийцы
Все трое подозреваемых ходили в одну школу и к возрасту 14 лет сблизились на фоне общих интересов. Молодые люди ловили собак в лесной зоне возле их дома, вешали их на деревьях, расчленяли и фотографировались с их телами. Следствие установило, что на многих фотографиях они были совсем детьми. На некоторых фото они рисовали свастики кровью животных, а на других исполняли нацистское приветствие. На одном фото Супрунюк позировал с искусственными усами, похожими на усы Гитлера. Супрунюк родился 20 апреля, в один день с Адольфом Гитлером, и очень гордился этим фактом. Видео со смертельными истязательствами над белым котёнком было также показано в суде.
Когда им было по 17, Супрунюк избил местного юношу и украл у него велосипед, который затем продал Саенко. Оба были арестованы, но не были осуждены из-за несовершеннолетия. После выпуска из школы Ганжа устраивался на временные работы, такие как повар и строительный рабочий. На момент ареста он был безработным. Саенко поступил в металлургический институт на заочный и работал охранником. Супрунюк официально являлся безработным, однако по факту работал таксистом на автомобиле, подаренном своими родителями.
За несколько месяцев до начала убийств Супрунюк с помощью Саенко и Ганжи начал грабить пассажиров такси. Зелёный Daewoo с таксистской шашечкой часто описывали как транспорт, использовавшийся во время убийств. Во время допроса выяснилось, что некоторые убитые были изначально пассажирами такси.
Местные СМИ сообщили, что преступники имеют богатых и влиятельных родителей со связями в местных органах. Владимир Супрунюк, отец Супрунюка, в своем интервью Сегодня заявил, что он работал на Южмаше как летчик-испытатель, часто летая с Леонидом Кучмой, будущим президентом Украины, и продолжил служить ему как личный пилот в частных полётах после прихода того к власти. Местные власти, включая заместителя министра внутренних дел Николая Купянского, первоначально подтвердили влияние семей подозреваемых на следствие, но позже заявили, что все трое подозреваемых — выходцы из бедных семей. Игорь Саенко, адвокат, отец одного из преступников, представлял того в суде, многократно пытаясь скомпрометировать следствие.

## Суд
Трое подозреваемых были обвинены в 29 нападениях, 21 из которых закончилось убийством, а восьми жертвам удалось выжить. Супрунюка обвинили в 27 случаях, включая 21 убийство, 8 вооруженных ограблений и 1 случай живодёрства. Саенко обвинили в 25 случаях, включая 18 убийств, 5 ограблений и 1 живодёрство. Ганжа был обвинён в двух случаях вооруженного ограбления.
Уликами послужили следы крови на вещах подозреваемых и видеозаписи убийств. Отец подозреваемого Саенко настаивал, что убийцами на видео не являются подозреваемые и само видео — монтаж. Суд вели судьи во главе с Иваном Сенченко. Обвинение просило пожизненное заключение Супрунюку и Саенко и 15 лет Ганже. Ходили слухи об отмене моратория на смертную казнь.

Супрунюк, Ганжа и Саенко на суде, 6 декабря 2008 года

Сразу после задержания была проведена судебно-психиатрическая экспертиза, которая признала всех троих обвиняемых вменяемыми и отдающими себе отчёт в совершении всех преступлений. Супрунюк вёл себя спокойно, учитывая, что у его отца дорогой адвокат. А вот Саенко заметно нервничал. Сначала все задержанные сознались в совершении преступлений, однако после предъявления окончательного обвинения Супрунюк отказался от признания и начал утверждать, что признание было выбито из него силой.
Мне на голову надевали пакет и заставляли писать под диктовку признания, — заявил Супрунюк, — ни о каком видео с убийствами я ничего не знаю, на компьютере хранил только порно.
Саенко и Супрунюк сознавались либо не сознавались в разных преступлениях, скорее всего, они тянули время. За время расследования было произведено множество допросов.
Товарищ троицы преступников Козлов, арестованный по другому делу, в обмен на хорошие условия содержания давал показания против них и стал основным свидетелем обвинения. В здании, которое являлось тайным убежицем убийц, был изъят молоток с многочисленными следами крови и видеофайлы с компьютера. Следствие имело достаточно материалов, включая видеосъёмки самих преступников, чтобы добиться обвинительного приговора. Статьи обвинений — «убийство» и «покушение на убийство», «разбойное нападение», «хранение огнестрельного оружия» и «жестокое обращение с животными». Судебный процесс начался в июне 2008 года. По делу проходили около 50 потерпевших.
Она пошла девочку провожать и не вернулась. И то, что Супрунюк и Саенко виноваты в её гибели, я на 100 % уверена. Я хочу, чтобы они сидели пожизненно, чтоб они просили у Бога смерти. Вот и всё, –
Лидия Ильченко, мать погибшей Екатерины Ильченко
В последнем слове Александр Ганжа заявил:
Если бы я знал, на какие зверства способны эти люди, я бы к ним на пушечный выстрел не подошёл.
Игорю Супрунюку было предъявлено обвинение в 21 убийстве, Виктору Саенко — в 18 убийствах, Александру Ганже — в двух разбоях. Всего было доказано совершение бандой 47 преступлений. 11 февраля 2009 года Супрунюк и Саенко были приговорены к пожизненному заключению, Александр Ганжа — единственный, кто полностью признавал свою вину и раскаялся, — был приговорён к 9 годам лишения свободы в колонии строгого режима.
Саенко и Супрунюк, несмотря на обвинительный приговор, продолжали отрицать свою вину, а их родители обжаловали решение суда сначала в Днепропетровском апелляционном суде, который 15 августа 2009 года оставил приговор без изменений, а затем — и в Верховном суде Украины, который 24 ноября 2009 года поддержал решения судов нижней инстанции о пожизненном заключении Супрунюка и Саенко. Третий подсудимый Ганжа свой приговор — 9 лет лишения свободы — не оспаривал.

## Скандальное видео
Мобильные телефоны и персональные компьютеры подозреваемых содержали многочисленные видеозаписи убийств. В Интернет просочилось видео, на котором запечатлено убийство 69‑летнего Алексея Ковбасы. Его сняли лежащим на спине в лесистой местности, и его несколько раз били по лицу молотком, который держали в пластиковом пакете. Виктор Саенко протыкал Алексею отвёрткой живот и глаз. Затем Алексея ударили молотком ещё 3 раза, чтобы добить его. В течение четырёх минут жертва тяжело дышит, захлебываясь собственной кровью. На видео видно, как Игорь Супрунюк смеётся и улыбается в камеру.
Убийцы возвращаются к своей машине, показывая, что преступление произошло недалеко от обочины дороги, рядом с их припаркованной машиной. Они спокойно обсуждают убийство, выражая легкое удивление тем, что жертва всё ещё дышала после того, как отвёртка проткнула его мозг. Затем подозреваемые моют руки и молоток бутылкой с водой и начинают смеяться. На видео, по-видимому, присутствуют только двое подозреваемых, причём один всегда находится за камерой. У подозреваемых также было обнаружено множество фотографий, на которых они запечатлены на похоронах своих жертв. Их можно увидеть улыбающимися и делающими неприличные жесты пальцами около гробов и надгробий. Фото и видео были показаны в суде 29 октября 2008 как часть огромной презентации из более чем 200 фотографий и нескольких видео, шокировав суд. Игорь Саенко заявил, что все представленные доказательства — монтаж. Однако Валерий Воронюк, профессиональный монтажёр, провёл экспертизу и доказал, что все фото и видео настоящие
Неотредактированное видео убийства было показано в рамках большой презентации обвинения 29 октября 2008, вызвав шок в галерее. Суд согласился с обвинением в том, что видео было подлинным, что на нём Супрунюк нападал на жертву и что Саенко был человеком за камерой.
Видеозапись, показывающая убийство Алексея Ковбасы, была опубликована на сайте, базирующемся в Соединённых Штатах, и датирована 4 декабря 2008 года. Екатерина Левченко, советник министра внутренних дел Украины, критически отнеслась к утечке, но признала, что контролировать видеозаписи в Интернете «практически невозможно». Журнал Times выпустил заметку о зверстве убийства.

## Чилийский документальный фильм
2 августа 2010 года чилийский телеканал MEGA выпустил документальный фильм Los maníacos del martillo (Маньяки с молотком) продолжительностью полтора часа — часть детективной серии Aquí en Vivo (Here, live). Журналистка Мишель Каналэ прилетела в Днепропетровск и взяла интервью у ряда людей, причастных к этому делу.
Лидия Микренищева, пожилая женщина, которая пережила нападение с молотком и помогла установить личность убийц в суде, также была опрошена. Она вспомнила, как её ударили сзади по голове и она упала на землю, но её жизнь была спасена, когда сопровождавшие её собаки громко залаяли и отпугнули нападавших. Наталья Ильченко, мать первой известной жертвы Екатерины Ильченко, вспомнила, что нашла свою дочь неузнаваемой после нападения с молотком, и прокомментировала, что убийц не следует сравнивать с животными, потому что они убивали ради забавы.
Документальный фильм был примечателен тем, что в нём был показан широкий спектр ранее неизвестных фотографий и видеоматериалов по этому делу. Из анонимного источника создатели фильма получили более длинную и неотредактированную версию видеозаписи с мобильного телефона, показывающей убийство Сергея Яценко  28 июня 2007 года. Саенко и Супрунюк замечены стоящими на обочине леса рядом со своим такси Daewoo Lanos, ожидающими подходящую жертву и обсуждающими, что они собираются делать. В какой-то момент видно, как Супрунюк смотрит в бинокль на приближающиеся транспортные средства. Его также можно увидеть позирующим с молотком, который он прячет в жёлтом пластиковом пакете. Через 20 минут Сергей приезжает на велосипеде , и убийцы сбивают его на землю.
. Согласно комментарию[какому?], известно о существовании по меньшей мере ещё пяти видеозаписей убийств. Видео с Сергеем было показано чилийскому режиссёру фильмов ужасов Хорхе Ольгину, который был так шокирован, что не смог посмотреть его полностью. В документальном фильме также были показаны краткие выдержки из пятиминутного видео убийства другой жертвы маньяков, неизвестного мужчины. В какой-то момент видео убийцы комментируют, что у мужчины золотой зуб. Мужчина был убит ударами по голове и ножом, а  также был обезглавлен и некоторые из его личных вещей были взяты в качестве трофеев.
В документальном фильме также была показана видеозапись признания Саенко, в котором он признаёт, что ограбление было мотивом для некоторых убийств. Также было показано видео Ганжи с его лицом в синяках после предполагаемого избиения полицией. Мишель Каналэ попыталась провести интервью с убийцами в тюрьме, но украинские власти отказали ей. Был изучен целый ряд мотивов убийств и был сделан вывод, что, несмотря на вердикт суда, многие вопросы по этому делу все ещё остаются без ответа.

## В заключении
После освобождения Ганжа женился, в браке родились дети. Он отказывается общаться с журналистами и показывать своё лицо. Соседи знают, за что он сидел, но, по их мнению, Ганжа исправился.
По неофициальной информации, Игорь Супрунюк отбывает наказание в Днепропетровском СИЗО в блоке для пожизненно осуждённых, где, по слухам, суровые условия содержания. Виктор Саенко был помещён в тюрьму в Кривом Роге, там он переписывался с девушкой. Она бросила его, узнав, за что он сидит. Со второй, по словам отца Саенко, они общались пару месяцев, но «не сошлись характерами».
Родители Игоря Супрунюка и Виктора Саенко планировали оспаривать приговор в Европейском суде по правам человека, утверждая, что дело сфабриковано.

## Похожие преступления в Иркутске
5 апреля 2011 года в Иркутске были арестованы 18-летние Артём Ануфриев и Никита Лыткин по подозрению в 15 преступлениях, совершённых в период с ноября 2010 по апрель 2011 года — 6 убийствах и 9 покушениях. Во время следствия выяснилось, что арестованные подражали многим серийным убийцам, включая «днепропетровских маньяков». В 2013 году Иркутский областной суд приговорил Ануфриева к пожизненному заключению, Лыткина — к 20 годам лишения свободы.